# Urophora tenuior
Urophora tenuior
 es una especie de insecto del género Urophora de la familia Tephritidae del orden Diptera. 
Friedrich Georg Hendel la describió científicamente por primera vez en el año 1910.